# Cornel Ene
Cornel Alexandru Ene (Szatmárnémeti, 1993. július 21. –) román korosztályos válogatott labdarúgó.

## Pályafutása

### Klubcsapatokban
Ene 2011 és 2017 között a kolozsvári CFR 1907 Cluj labdarúgója volt, 2016-ban kupagyőzelmet ünnepelhetett a csapattal. 2018-ban fél szezonon át szerepelt a Juventus București csapatában is, azt megelőzően a ASA Tîrgu Mureș, az UTA Arad és az Olimpia Satu Mare játékosa is volt. 2018 nyarán szerződtette őt a magyar élvonalbeli Kisvárda csapata. Három éven át volt a klub játékosa, ez idő alatt 52 bajnokin egyszer volt eredményes az NB I-ben. 2021 nyarán a Gyirmót igazolta le, miután szerződése lejárt előző csapatánál. 2022. augusztus 26-án szerződtette a Mioveni csapata.

### A válogatottban
2011-ben egy alkalommal szerepelt a román U19-es labdarúgó-válogatottban.

## Sikerei, díjai
CFR 1907 Cluj
- Román kupa: 2016